# Polynema bitashimwae
Polynema bitashimwae är en stekelart som beskrevs av Debauche 1949. Polynema bitashimwae ingår i släktet Polynema, och familjen dvärgsteklar. Inga underarter finns listade i Catalogue of Life.